# Lepidocephalichthys jonklaasi
Lepidocephalichthys jonklaasi је зракоперка из реда Cypriniformes и фамилије Cobitidae.

## Угроженост
Ова врста се сматра угроженом.

## Распрострањење
Ареал врсте је ограничен на једну државу. 
Шри Ланка је једино познато природно станиште врсте.

## Станиште
Станиште врсте су слатководна подручја.